# قسط أخضر مغبر
قسط أخضر مغبر (الاسم العلمي:Costus glaucus) هو نوع من النباتات يتبع جنس القسط من الفصيلة القسطية.